# Isfjord Ràdio
Isfjord Ràdio és una estació radiofònica situada a la punta del fiord d'Isfjord, al kapp Linné, al sud de l'illa de Spitsbergen, a l'arxipèlag Svalbard (Noruega). Des d'aquí s'envia el senyal radiofònic a tot l'arxipèlag, a part que també és una estació meteorològica.
L'estació va ser creada l'any 1933 i hi vivien unes 8 persones. Durant la Segona Guerra Mundial, l'estació, al igual que tot Svalbard, va ser evacuada. Poc després les instal·lacions van ser destruïdes i cremades pels alemanys, i al final de la guerra foren reconstruïdes. Quan es va construir el 1976 l'aeroport de Svalbard a Longyearbyen, Isfjord Ràdio va augmentar la seva importància, en transmetre senyal a l'aeroport. Actualment l'estació està automatitzada i controlada des de Bodø a la Noruega continental. Les instal·lacions de l'estació estan dedicades per allotjar turistes d'hivern.